# Arabella (film 1967)
Arabella (we Włoszech znany także jako Ragazza del Charleston) – włoski film komediowy z 1967 roku w reżyserii Mauro Bologniniego. W roli głównej wystąpiła Virna Lisi.

## Obsada
- Virna Lisi jako Arabella
- James Fox jako Giorgio
- Margaret Rutherford jako księżna Ilaria
- Terry-Thomas jako menadżer hotelowy
- Paola Borboni jako księżniczka Moretti
- Antonio Casagrande jako Filiberto
- Giancarlo Giannini jako Saverio
- Milena Vukotic jako Graziella
- Stringer Davis jako włoski ogrodnik
- Esmeralda Ruspoli
- Valentino Macchi
- Renato Romano
- Renato Chiantoni
- Giuseppe Addobbati
- Rodelle Valadi